# Manda Scott
Manda Scott (1962) es una cirujana veterinaria y escritora. Nacida en Escocia, estudió veterinaria en la Universidad de Glasgow y actualmente vive y trabaja en Suffolk, compartiendo su vida con dos perros de raza lurcher y otros animales. Su primera novela, "Hen's Teeth", calificada por Fay Weldon como 'una nueva voz para un nuevo mundo' fue incluida en la lista de los premios Oranje Prize 1997 (premios literarios ingleses que se entregan exclusivamente a mujeres escritoras de lengua inglesa). Gracias a sus siguientes novelas, "Night Mares", "Stronger than Death" y "No Good Deed", ha sido calificada por The Times como una de las más importantes escritoras de novela negra de Gran Bretaña. La Serie de Boudica son sus primeras novelas históricas.

## Trabajos editados

### Series
Kellen Stewart
1. Hen's Teeth (1997)
2. Night Mares (1998)
3. Stronger Than Death (1999)

Boudica
1. El sueño del Águila: Boudica, la reina guerrera de los celtas I (2003)
2. El sueño del toro rojo: Boudica, la reina guerrera de los celtas II (2004)
3. El sueño del sabueso: Boudica, la reina guerrera de los celtas III (2005)
4. El sueño de la serpiente: Boudica, la reina guerrera de los celtas IV (2006)

### Novelas
- No Good Deed (2001)
- Absolution (2005)
- La calavera de cristal (2009)